# Can Vila (Sant Julià del Llor i Bonmatí)
Can Vila és una masia de Sant Julià del Llor i Bonmatí (Selva) inclosa a l'Inventari del Patrimoni Arquitectònic de Catalunya.
La masia actual és fruit de diverses intervencions constructives efectuades en diferents moments històrics. Així en primer lloc, tenim el que seria l'edificació primigènia. Aquesta consta de tres plantes i esta coberta amb una teulada a dues aigües de vessants a laterals i coronat amb un ràfec format per dues fileres de rajola. La composició del ràfec és la següent: primer tenim una filera de rajola plana, seguida d'una altra filera de rajola acabada en punta de diamant. La planta baixa destaca el gran portal adovellat d'accés, d'arc de mig punt amb unes dovelles de gran mida i molt ben escairades. Simultàniament, el portal es troba flanquejat per dues obertures (una per banda). La de l'esquerra és bastant irrellevant, ja que no ha rebut cap tractament singular, però si la de la dreta, la qual està equipada amb llinda, muntants de pedra i ampit treballat i amb les impostes retallades en forma de quart de cercle, conformant un petit arc conopial coronat per una creu.
Pel que fa al primer pis o planta noble, trobem quatre obertures que responen a dues tipologies diferents. Així per una banda, tenim una finestra rectangular equipada amb llinda monolítica conformant un arc pla, muntants de pedra i projectada com a balconada amb la seva barana de ferro forjat. En la llinda es llegeix la data de 1593 complementada amb un motiu triangular de caràcter floral coronat per una creu. Al costat de la finestra podem observar un gran rellotge de sol. Mentre que per l'altra, tres obertures d'arc de mig de factura bastant recent, ornades amb motius florals a les impostes.
El segon pis es projecta en la façana en dues grans obertures trapezoidals de factura bastant recent. Posteriorment, en un segon moment constructiu a l'edifici primigeni es va adossar un cos ubicat perpendicularment, que consta de tres plantes, cobert amb una teulada a dues aigües de vessants a façana i coronat amb un ràfec format per dues fileres de rajola. La composició del ràfec és la següent: primer tenim una filera de rajola plana, seguida d'una altra filera de rajola acabada en punta de diamant.
La planta baixa destaca el gran portal adovellat d'accés, d'arc de mig punt amb unes dovelles rústiques, bastant matusseres. En el primer pis, trobem dues finestres amb permòdols de factura bastant recent i sota l'ampit trobem la solució que consisteix en la disposició de pedres o blocs - que sol oscil·lar entre dos o tres- com a mesura de reforç en la sostentació de la finestra. Pel que fa al segon pis, s'observa dos parells de badius emmarcats amb rajola. Finalment tenim un tercer cos, que consta de dues plantes, cobert amb una teulada d'una sola aigua de vessant a façana, coronat amb un ràfec format per dues fileres de rajola. La composició del ràfec és la següent: primer tenim una filera de rajola plana, seguida d'una altra filera de rajola acabada en punta de diamant. Pel que fa a les obertures, destacar simplement la presència de dues finestres quadrangulars amb llinda de fusta. Pel que fa al tema dels materials prima la pedra, concretament els còdols de riu sense desbastar i treballar, presents en tot l'espai físic de l'immoble. Trenca aquest ritme compositiu la pedra sorrenca, localitzada en parts puntuals i concretes com ara en les dovelles del portal d'accés o en els muntants de pedra de les diferents finestres.
Davant de la masia trobem un gran paller cobert amb una teulada a dues aigües de vessants a laterals, coronat amb un ràfec molt pronunciat. Consta d'una gran obertura d'arc de mig punt amb una llum molt accentuada. La seva factura és bastant recent, cosa que fa pensar que ha estat sotmès a unes intenses obres de restauració i rehabilitació.